# Fuat Usta
Fuat Usta (Samsun, 3 juli 1972) is een Turks-Nederlands voetbaltrainer en voormalig profvoetballer. Hij werd in 2019 aangesteld als hoofdtrainer bij MVV Maastricht.

## Carrière
Als voetballer kwam Usta onder meer uit voor Fortuna Sittard, Beşiktaş, Cambuur Leeuwarden en Sparta.
In het seizoen 2008/09 begon hij als assistent-trainer bij Fortuna Sittard, onder hoofdcoach Roger Reijners. Per 1 augustus 2010 werd hij onder Guus Hiddink assistent-trainer van de Turkse nationale ploeg, waar hij samen met collega-assistent Pierre van Hooijdonk moest vertrekken na het ontslag van bondscoach Guus Hiddink na het mislopen van plaatsing voor het EK 2012.
In november 2012 werd bekendgemaakt dat Usta weer herenigd werd met Hiddink. Hij ging Jelle Goes bij het Russische Anzji Machatsjkala assisteren bij de opbouw van een jeugdacademie.
Op 22 mei 2019 werd Usta als hoofdtrainer aangesteld bij MVV Maastricht vanaf het seizoen 2019/20. Hij volgde Ron Elsen op die als technisch directeur aan de slag ging bij de club. Echter bleef het het bij één seizoen voor Usta bij MVV Maastricht.

### Clubstatistieken
| Seizoen | Club               | Duels | Goals | Competitie     |
| ------- | ------------------ | ----- | ----- | -------------- |
| 1990/95 | Fortuna Sittard    | 81    | 14    | Eredivisie     |
| 1995/96 | Beşiktaş           | 6     | 0     | Turkije        |
| 1996/98 | Fortuna Sittard    | 22    | 1     | Eredivisie     |
| 1998/99 | Cambuur Leeuwarden | 21    | 0     | Eredivisie     |
| 1999/00 | Sparta             | 9     | 2     | Eredivisie     |
| 2001    | FC Jokerit         | 6     | 0     | Finland        |
| 2001/02 | MVV                | 13    | 0     | Eerste divisie |
| 2002    | Omiya Ardija       | 16    | 0     | Japan          |
| 2003    | MVV                | 15    | 0     | Eerste divisie |
| 2006/07 | Fortuna Sittard    | 1     | 0     | Eerste divisie |
| Totaal  | Totaal             | 190   | 17    |                |

1 Lambrix ·
4 Coomans ·
5 Smeets  ·
6 El Basri ·
7 Mmaee ·
8 Van Dessel ·
9 Braken ·
10 Slegers ·
11 Buifrahi ·
12 Matthys ·
14 Penders ·
16 Librici ·
17 Kassimi ·
18 El Hari ·
20 Francis ·
21 Esajas ·
23 Op De Beeck ·
23 Roland ·
24 Sangen ·
25 Tehubyuluw ·
26 Hofland ·
27 Foubert ·
28 Amgar ·
29 Silva Timas ·
31 Kleinen ·
32 Zeegers ·
33 Zaian ·
34 Schenk ·
38 Klaasen ·
39 Sy ·
Coach: Hermans
· Assistent-coach: Heymans
· Keeperstrainer: Oste